# ليزلي ماغواير
ليزلي ماغواير (بالإنجليزية: Lesley McGuire)‏ هي ممثلة بريطانية، ولدت في 1972.

## وصلات خارجية
- ليزلي ماغواير على موقع IMDb (الإنجليزية)
- ليزلي ماغواير على موقع ألو سيني (الفرنسية)
- ليزلي ماغواير على موقع قاعدة بيانات الفيلم (الإنجليزية)
- ليزلي ماغواير على موقع كينوبويسك (الروسية)